# Sphingobacterium
Genre
Sphingobacterium est un genre de bactéries de la famille des Sphingobacteriaceae.

## Historique
Le genre Sphingobacterium a été créé en 1983 par la microbiologiste japonaise Eiko Yabuuchi (d) et son équipe (Takichi Kaneko, Ikuya Yano, C. Wayne Moss et Noriko Miyoshi) avec comme espèce type Sphingobacterium spiritivorum. Ce genre comprend un certain nombre d'espèce qui étaient classées parmi les Flavobacterium.

## Taxonomie

### Étymologie
L'étymologie du genre Sphingobacterium est la suivante : Sphin.go.bac.te.ri.um. N.L. neut. n. sphingosinum, sphingosine; du Gr. fem. n. sphinx (gen. sphingos), du sphinx; de Chem. fem. suff. -ine; N.L. pref. sphingo-, se rapportant à la sphingosine; N.L. neut. n. bacterium, un bâtonnet et en biologie, une bactérie; N.L. neut. n. Sphingobacterium, une bactérie contenant de la sphingosine.

### Liste d'espèces
Selon LPSN (18 février 2023) :
- Sphingobacterium alimentarium Schmidt et al. 2012
- Sphingobacterium alkalisoli Xu et al. 2017
- Sphingobacterium anhuiense Wei et al. 2008
- Sphingobacterium arenae Jiang et al. 2014
- Sphingobacterium athyrii Cheng et al. 2019
- Sphingobacterium bambusae Duan et al. 2010
- Sphingobacterium bovisgrunnientis Kaur et al. 2018
- Sphingobacterium bovistauri Wang et al. 2022
- Sphingobacterium caeni Sun et al. 2013
- Sphingobacterium canadense Mehnaz et al. 2008
- Sphingobacterium cavernae Zhou et al. 2020
- Sphingobacterium cellulitidis Huys et al. 2017
- Sphingobacterium changzhouense Liu et al. 2013
- Sphingobacterium chungjuense Song et al. 2020
- Sphingobacterium chuzhouense Wang et al. 2016
- Sphingobacterium cibi Lai et al. 2016
- Sphingobacterium cladoniae Lee et al. 2013
- Sphingobacterium composti Ten et al. 2007
- Sphingobacterium corticibacter Li et al. 2019
- Sphingobacterium corticibacterium Li et al. 2020
- Sphingobacterium corticis Li et al. 2017
- Sphingobacterium daejeonense Kim et al. 2006
- Sphingobacterium detergens Marqués et al. 2012
- Sphingobacterium endophyticum Liu et al. 2021
- Sphingobacterium faecale Chen et al. 2022
- Sphingobacterium faecium Takeuchi & Yokota 1993
- Sphingobacterium ginsenosidimutans Son et al. 2014
- Sphingobacterium gobiense Zhao et al. 2014
- Sphingobacterium griseoflavum Long et al. 2016
- Sphingobacterium haloxyli Liu et al. 2018
- Sphingobacterium hotanense Xiao et al. 2013
- Sphingobacterium humi Lee et al. 2017
- Sphingobacterium hungaricum Tóth et al. 2021
- Sphingobacterium jejuense Siddiqi et al. 2016
- Sphingobacterium kitahiroshimense Matsuyama et al. 2008
- Sphingobacterium kyonggiense Choi & Lee 2012
- Sphingobacterium lactis Schmidt et al. 2012
- Sphingobacterium litopenaei Zhang et al. 2021
- Sphingobacterium lumbrici Zhang et al. 2021
- Sphingobacterium micropteri Zhang et al. 2021
- Sphingobacterium mizutaii corrig. Yabuuchi et al. 1983
- Sphingobacterium mucilaginosum Du et al. 2015
- Sphingobacterium multivorum (Holmes et al. 1981) Yabuuchi et al. 1983
- Sphingobacterium nematocida Liu et al. 2012
- Sphingobacterium olei Liu et al. 2020
- Sphingobacterium pakistanense Ahmed et al. 2015
- Sphingobacterium paludis Feng et al. 2014
- Sphingobacterium pedocola Tóth et al. 2022
- Sphingobacterium phlebotomi Kakumanu et al. 2021
- Sphingobacterium populi Li et al. 2016
- Sphingobacterium praediipecoris Le et al. 2019
- Sphingobacterium prati Besaury et al. 2021
- Sphingobacterium psychroaquaticum Albert et al. 2013
- Sphingobacterium puteale He et al. 2019
- Sphingobacterium rhinopitheci Han et al. 2022
- Sphingobacterium shayense He et al. 2010
- Sphingobacterium siyangense Liu et al. 2008
- Sphingobacterium solani Niu et al. 2018
- Sphingobacterium soli Fu et al. 2017
- Sphingobacterium spiritivorum (Holmes et al. 1982) Yabuuchi et al. 1983
- Sphingobacterium suaedae Sun et al. 2015
- Sphingobacterium tabacisoli Zhou et al. 2017
- Sphingobacterium terrae Chaudhary & Kim 2018
- Sphingobacterium thalpophilum (Holmes et al. 1983) Takeuchi & Yokota 1993
- Sphingobacterium thermophilum Yabe et al. 2013
- Sphingobacterium wenxiniae Zhang et al. 2012
- Sphingobacterium yanglingense Peng et al. 2014
- Sphingobacterium zeae Kämpfer et al. 2016

### Espèces non valides
Selon LPSN (18 février 2023), les espèces suivantes n'ont pas été publiées de manière valide :
- Candidatus comitans Jacobi et al. 1996. Cet genre a été publié mais de manière non valide et sans proposer formellement le nom d'espèce Sphingobacterim comitans[6]
- Sphingobacterium deserti Teng et al., 2015
- Sphingobacterium paramultivorum Wang et al., 2021
- Sphingobacterium paucimobilis White & Suttle 2013
- Sphingobacterium rhinocerotis Li et al. 2015
- Candidatus Sphingobacterium stercorigallinarum Gilroy et al. 2021
- Candidatus Sphingobacterium stercoripullorum Gilroy et al. 2021
- Sphingobacterium versatilis Yabuuchi et al. 1981
- Sphingobacterium yamdrokense Xiao et al. 2015

### Anciennes espèces
Selon LPSN (18 février 2023), les espèces suivantes ne font plus partie du genre Sophingobacterium :
- Sphingobacterium antarcticus Shivaji et al. 1992 contenant une erreur de latinisation du nom a été renommée Sphingobacterium antarcticum corrig. Shivaji et al. 1992 puis est devenue l'espèce Pedobacter antarcticus (Shivaji et al. 1992) Farfán et al. 2014[7].
- Sphingobacterium heparinum (Payza and Korn 1956) Takeuchi and Yokota 1993 est devenue l'espèce Pedobacter heparinus (Payza and Korn 1956) Steyn et al. 1998.
- Sphingobacterium piscium Takeuchi and Yokota 1993 a été renommée Pedobacter antarcticus.

### Noms corrigés
- Sphingobacterium antarcticus Shivaji et al. 1992 contenant une erreur de latinisation du nom a été renommée Sphingobacterium antarcticum
- L'espèce Sphingobacterium mizutae Yabuuchi et al. 1983 a vu son nom corrigé en Sphingobacterium mizutaii corrig. Yabuuchi et al. 1983.
- L'espèce Sphingobacterium pakistanensis Ahmed et al. 2014 publiée de manière non valide et comportant un nom avec erreur a été renommée et publiée de manière valide sous le nom de Sphingobacterium pakistanense.

## Publication originale
- (en) Eiko Yabuuchi, Takichi Kaneko, Ikuya Yano, C. Wayne Moss et Noriko Miyoshi, « Sphingobacterium gen. nov., Sphingobacterium spiritivorum comb. nov., Sphingobacterium multivorum comb. nov., Sphingobacterium mizutae sp. nov., and Flavobacterium indologenes sp. nov.: Glucose-Nonfermenting Gram-Negative Rods in CDC Groups IIK-2 and IIb », International Journal of Systematic Bacteriology, vol. 33, no 3,‎ 1er juillet 1983, p. 580–598 (ISSN 0020-7713, 1465-2102 et 1070-6259, DOI 10.1099/00207713-33-3-580, lire en ligne).